# Casahuiria cornuta
Casahuiria cornuta är en tvåvingeart som beskrevs av Townsend 1919. Casahuiria cornuta ingår i släktet Casahuiria och familjen parasitflugor.
Artens utbredningsområde är Peru. Inga underarter finns listade.